# Fratar
Fratar é uma comuna (em albanês:  komuna) da Albânia localizada no distrito de Mallakastër, prefeitura de Fier.